# Margherita d'Angiò (1273-1299)
Margherita d'Angiò e del Maine, in francese Marguerite d'Anjou (1273 – 31 dicembre 1299), fu Contessa di Angiò e del Maine dal 1290, contessa consorte di Valois dal 1290, d'Alençon dal 1291 e di Chartres dal 1293 alla sua morte.
Era figlia secondogenita (prima femmina) di Carlo II d'Angiò, detto lo Zoppo, principe di Salerno e futuro conte d'Angiò e del Maine, conte di Provenza e Forcalquier, re di Napoli e re titolare di Sicilia, principe di Taranto, re d'Albania, principe d'Acaia e re titolare di Gerusalemme, e di Maria d'Ungheria (1257 ca. – 25 marzo 1323). Fu la nipote del re d'Ungheria, Ladislao IV.
È la progenitrice della dinastia reale dei Valois, che regnò in Francia dal 1328 al 1589.

## Biografia
Suo padre le diede in dono le contee di Angiò e del Maine, quando il 16 agosto del 1290, a Corbeil, sposò il fratello del re di Francia, Filippo IV il Bello, il conte di Valois e re titolare d'Aragona, Carlo di Valois, figlio terzogenito del re di Francia Filippo III e di Isabella d'Aragona, figlia di Giacomo I il Conquistatore, re d'Aragona, e di Iolanda d'Ungheria.
Carlo di Valois non era diventato e non divenne mai re d'Aragona perché la guerra che suo padre, Filippo III, fece contro il re d'Aragona, Pietro III fu disastrosa e lo condusse alla morte, mentre il fratello, Filippo IV, non voleva impegnarsi molto per garantirgli un trono, per cui il suo matrimonio con Margherita, che portava in dote le due contee era una specie di compensazione. E infatti, con il trattato di Anagni, stipulato nel 1295, Carlo dovette rinunciare definitivamente al trono d'Aragona.
Margherita morì giovane, l'ultimo giorno dell'anno 1299. i suoi titoli passarono al marito, Carlo di Valois, che ben presto passò a seconde nozze.

## Figli

Blasone degli Angiò

Margherita d'Angiò a Carlo di Valois diede sei figli:
- Isabella (1292-1309), che sposò nel 1297 Giovanni III di Bretagna (1286-1341);
- Filippo (1293-1350), conte di Valois e poi re di Francia come Filippo VI, fondatore della dinastia Valois;
- Giovanna (1294-1342), che sposò nel 1305 Guglielmo I di Hainaut (1286-1337);
- Margherita (1295-1342), che sposò nel 1310 Guido I di Blois-Châtillon († 1342);
- Carlo (1297-1346), conte d'Alençon;
- Caterina (1299-1300).

## Ascendenza
|                       |                    |                                    | Genitori                  |  |  | Nonni |  |  | Bisnonni              |  |  | Trisnonni             |  |
|                       |                    |                                    |                           |  |  |       |  |  | Luigi VIII di Francia |  |  | Filippo II di Francia |  |
|                       |                    |                                    |                           |  |  |       |  |  | Luigi VIII di Francia |  |  | Filippo II di Francia |  |
|                       |                    | Isabella di Hainaut                |                           |  |  |       |  |  | Luigi VIII di Francia |  |  |                       |  |
| Carlo I d'Angiò       |                    |                                    |                           |  |  |       |  |  | Luigi VIII di Francia |  |  |                       |  |
|                       |                    | Bianca di Castiglia                | Alfonso VIII di Castiglia |  |  |       |  |  |                       |  |  |                       |  |
|                       |                    | Bianca di Castiglia                | Alfonso VIII di Castiglia |  |  |       |  |  |                       |  |  |                       |  |
|                       |                    | Bianca di Castiglia                | Eleonora d'Inghilterra    |  |  |       |  |  |                       |  |  |                       |  |
| Carlo II d'Angiò      |                    | Bianca di Castiglia                |                           |  |  |       |  |  |                       |  |  |                       |  |
|                       |                    | Raimondo Berengario IV di Provenza | Alfonso II di Provenza    |  |  |       |  |  |                       |  |  |                       |  |
|                       |                    | Raimondo Berengario IV di Provenza | Alfonso II di Provenza    |  |  |       |  |  |                       |  |  |                       |  |
|                       |                    | Raimondo Berengario IV di Provenza | Garsenda di Provenza      |  |  |       |  |  |                       |  |  |                       |  |
| Beatrice di Provenza  |                    | Raimondo Berengario IV di Provenza |                           |  |  |       |  |  |                       |  |  |                       |  |
|                       |                    | Beatrice di Savoia                 | Tommaso I di Savoia       |  |  |       |  |  |                       |  |  |                       |  |
|                       |                    | Beatrice di Savoia                 | Tommaso I di Savoia       |  |  |       |  |  |                       |  |  |                       |  |
|                       |                    | Beatrice di Savoia                 | Margherita di Ginevra     |  |  |       |  |  |                       |  |  |                       |  |
| Margherita d'Angiò    |                    | Beatrice di Savoia                 |                           |  |  |       |  |  |                       |  |  |                       |  |
|                       | Béla IV d'Ungheria | Andrea II d'Ungheria               |                           |  |  |       |  |  |                       |  |  |                       |  |
|                       | Béla IV d'Ungheria | Andrea II d'Ungheria               |                           |  |  |       |  |  |                       |  |  |                       |  |
|                       | Béla IV d'Ungheria | Gertrude di Merania                |                           |  |  |       |  |  |                       |  |  |                       |  |
| Stefano V d'Ungheria  | Béla IV d'Ungheria |                                    |                           |  |  |       |  |  |                       |  |  |                       |  |
|                       |                    | Maria Lascaris di Nicea            | Teodoro I Lascaris        |  |  |       |  |  |                       |  |  |                       |  |
|                       |                    | Maria Lascaris di Nicea            | Teodoro I Lascaris        |  |  |       |  |  |                       |  |  |                       |  |
|                       |                    | Maria Lascaris di Nicea            | Anna Comnena Angelina     |  |  |       |  |  |                       |  |  |                       |  |
| Maria d'Ungheria      |                    | Maria Lascaris di Nicea            |                           |  |  |       |  |  |                       |  |  |                       |  |
|                       |                    | Köten                              | …                         |  |  |       |  |  |                       |  |  |                       |  |
|                       |                    | Köten                              | …                         |  |  |       |  |  |                       |  |  |                       |  |
|                       |                    | Köten                              | …                         |  |  |       |  |  |                       |  |  |                       |  |
| Elisabetta dei Cumani |                    | Köten                              |                           |  |  |       |  |  |                       |  |  |                       |  |
|                       |                    | …                                  | …                         |  |  |       |  |  |                       |  |  |                       |  |
|                       |                    | …                                  | …                         |  |  |       |  |  |                       |  |  |                       |  |
|                       |                    | …                                  | …                         |  |  |       |  |  |                       |  |  |                       |  |
|                       |                    | …                                  |                           |  |  |       |  |  |                       |  |  |                       |  |